# 霍莉·林肯-史密斯
霍莉·林肯-史密斯（英語：Holly Lincoln-Smith，1988年3月26日—），出生於新南威爾斯州的首府悉尼，澳大利亞女子水球运动员，司職中鋒；亦為澳大利亞國家女子水球隊成員。

## 簡歷
霍莉·林肯-史密斯13歲時受其高中老師黛比·沃森（2000年奧運水球金牌得主）影響，開始參與水球運動。
2012年，霍莉·林肯-史密斯代表澳大利亞參加英國倫敦舉行的奥林匹克运动会女子水球比賽，在铜牌争夺赛中力克匈牙利队，贏得銅牌。